# Monte Titano
O monte Titano é o ponto mais alto de San Marino, situado nos Apeninos. Atinge uma altitude de 749 metros e fica localizado a este da capital do país Cidade de São Marinho. 
De acordo com a lenda, Marinus fundou São Marinho com a pedra da montanha. Esta montanha possui três picos.

## UNESCO
O Centro Histórico de San Marino e Monte Titano foram inscritos como Patrimônio Mundial da UNESCO "graças a seu testemunho de continuidade de uma república livre desde a Idade Média"

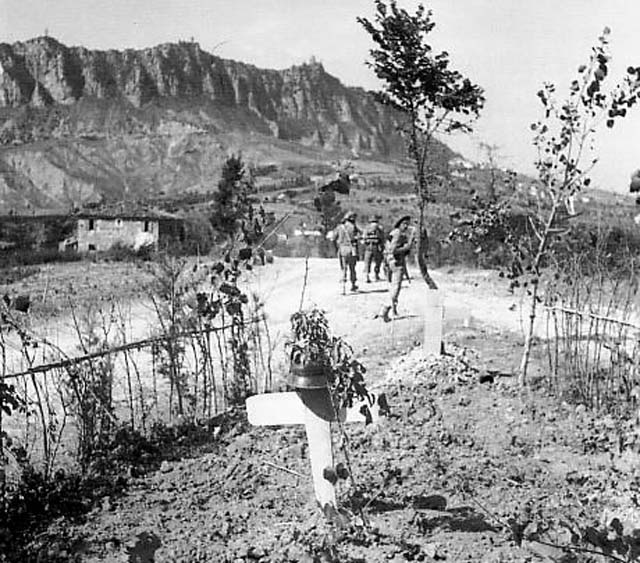
O monte Titano durante a Batalha do Monte Pulito na Segunda Guerra Mundial.